# Euryglossa depressa
Euryglossa depressa là một loài Hymenoptera trong họ Colletidae. Loài này được Smith mô tả khoa học năm 1853.